# Kondratów (rejon turczański)
Kondratów (ukr. Кіндратів) – wieś na Ukrainie, w obwodzie lwowskim, w rejonie samborskim (do 2020 roku w rejonie turczańskim). Miejscowość liczy około 313 mieszkańców.
W 1921 wieś liczyła około 273 mieszkańców. Przed II wojną światową w granicach Polski, wchodziła w skład powiatu turczańskiego.

## Ważniejsze obiekty
- Cerkiew greckokatolicka